# كارميلو بارون
كارميلو بارون (بالإيطالية: Carmelo Barone)‏ هو دراج إيطالي، ولد في 3 أبريل 1956 في أفولا في إيطاليا.

## وصلات خارجية
- كارميلو بارون على موقع أرشيف الدراجات (الإنجليزية)
- كارميلو بارون على موقع إحصائيات الدراجات الإحترافية (الإنجليزية)
- كارميلو بارون على موقع CycleBase (الإنجليزية)
- كارميلو بارون على موقع أوليمبيديا (الإنجليزية)